# Budynek Dolnośląskiego Centrum Medycznego Dolmed we Wrocławiu
Dolnośląskie Centrum Medyczne Dolmed S.A.  to placówka medyczna świadcząca usługi w trybie komercyjnym i NFZ.
- Podstawowa Opieka Zdrowotna (POZ),  z poradniami dla dzieci i dorosłych
- poradnie specjalistyczne pracujące komercyjnie i w ramach Ambulatoryjnej Opieki Zdrowotnej (AOS)
- poradnie i badania Medycyny Pracy
- diagnostyka laboratoryjna
- diagnostyka obrazowa
- bezpłatne programy profilaktyki zdrowotnej

Dolmed posiada także 2 filie świadczące usługi medyczne w ramach podstawowej opieki zdrowotnej (POZ) w filiach: Miękini i Lutyni.

## Inwestycje - przebudowa Centrum Medycznego Dolmed
- Budynek przychodni Dolmed przeszedł wiele modernizacji. W latach 2007–2008 przebudowano parter budynku, wykorzystując przestrzeń na  dodatkowe gabinety lekarskie.
- W okresie 2012–2013 przeprowadzono remont generalny wieży, stanowiącej charakterystyczny element budynku, widoczny od parkingu (ulicy Strzegomskiej).
- W latach 2017–2018 roku odnowiono I i II piętro budynku i przeorganizowano poszczególne obszary usług medycznych. Na I piętrze pacjenci i pracownicy mają do dyspozycji nowoczesną część restauracyjną. Główną aranżację wnętrza stanowi ściana z reprodukcją projektu malowidła ściennego z drugiej połowy lat 50. XX w. autorstwa Franciszka Michałka.
- Kolejną inwestycją firmy było stworzenie nowego Centrum Diagnostyki Obrazowej Dolmed. W roku 2021 przebudowano poziom-1 zyskując miejsce na nowe pracownie obrazowe Tomografu Komputerowego i Rezonansu Magnetycznego.

## Historia

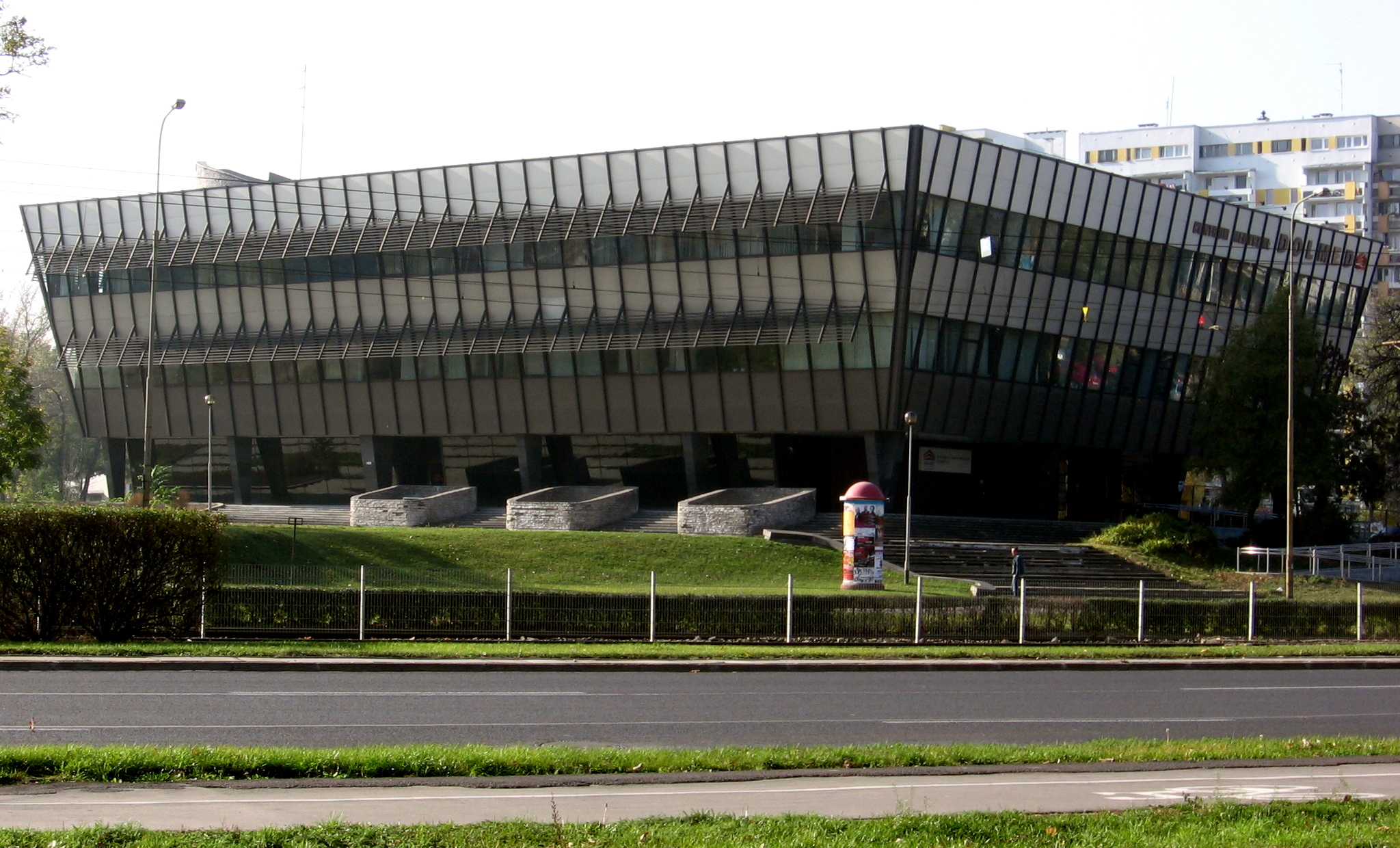
Widok od ul. Legnickiej

Budynek Dolnośląskiego Centrum Medycznego Dolmed S.A. – modernistyczny gmach we Wrocławiu przy ul. Legnickiej 40 wzniesiony w latach 1974–1977 przez Wrocławskie Przedsiębiorstwo Budownictwa Przemysłowego nr 2 według projektu Anny i Jerzego Tarnawskich w formie czterokondygnacyjnego odwróconego ostrosłupa uniesionego nad ziemią. Obok gmachu znajdowała się fontanna ozdobiona rzeźbą „Łabędzie” autorstwa Jerzego Boronia.
Przed wojną na miejscu Dolmedu wznosił się ewangelicki kościół św. Pawła.
Uroczystego otwarcia Centrum dokonał I Sekretarz KC PZPR Edward Gierek w dniu 15 czerwca 1977 r.  Początkowo budynek powstał dla centrum badań przesiewowych dla zakładów pracy. Pod koniec lat 1990. zakład przekształcił się w publiczną przychodnię. Od 2005 r. jest to spółka akcyjna o nazwie Dolnośląskie Centrum Medyczne Dolmed S.A. gdzie głównym udziałowcem jest  Urząd Marszałkowski Województwa Dolnośląskiego.
Od kształtu budynku oraz nazwiska ówczesnego I sekretarza KW PZPR Ludwika Drożdża budynek przezwano „Babkę Drożdżową”. Ze względu na charakterystyczną i futurystyczną bryłę jego wizerunek wykorzystano w fabularnym filmie fantastycznonaukowym Test pilota Pirxa z 1978 roku.  Budynek został nagrodzony w konkursie Wrocławskie Dzieło 1977 w kategorii „najlepszy obiekt użyteczności publicznej”. Obecnie ujęty w „Studium uwarunkowań i kierunków zagospodarowania przestrzennego Wrocławia” jako Dobro Kultury Współczesnej.